# Callinectes danae
Callinectes danae är en kräftdjursart som beskrevs av Sidney Irving Smith 1869. Callinectes danae ingår i släktet Callinectes och familjen simkrabbor. Inga underarter finns listade i Catalogue of Life.

## Bildgalleri

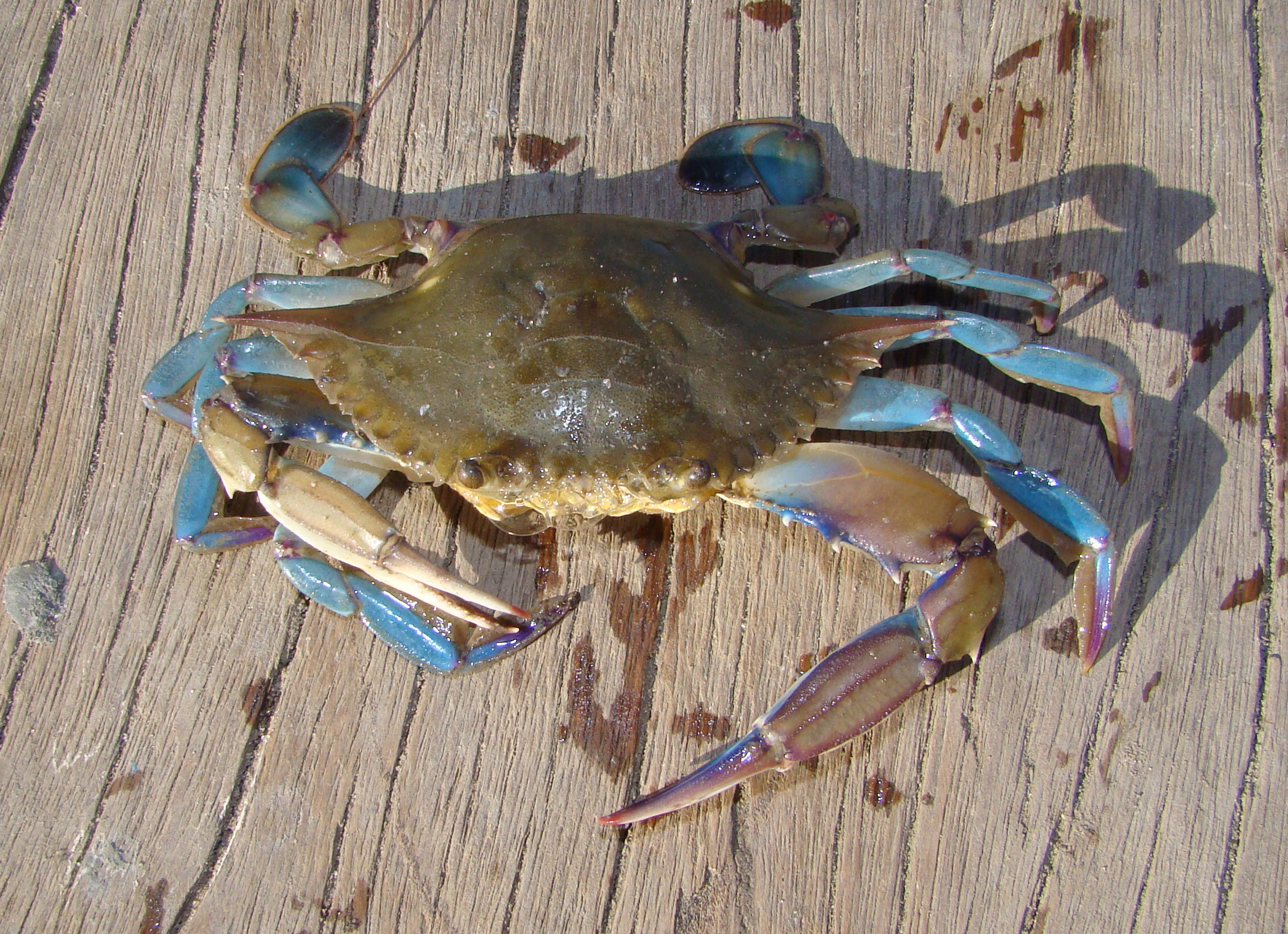